# 154 Bertha
Bertha (asteroide 154) é um asteroide da cintura principal com um diâmetro de 184,93 quilómetros, a 2,9223753 UA. Possui uma excentricidade de 0,084125 e um período orbital de 2 081,83 dias (5,7 anos).
Bertha tem uma velocidade orbital média de 16,67411731 km/s e uma inclinação de 21,03129º.
Este asteroide foi descoberto em 4 de Novembro de 1875 por Prosper Henry.